# Ronnie Moore
Ronald "Ronnie" Moore, född 8 mars 1933 i Hobart på Tasmanien, död 18 augusti 2018, var en nyzeeländsk speedwayförare med 2 individuella VM-guld.
Han är också den yngste att någonsin ha deltagit i en VM-final vid sin debut 1950. Världsmästare 1954 och 1959.